# Петер фон Хесс
Петер Генріх Ламберт фон Гесс (29 липня 1792 — 4 квітня 1871) — німецький художник, відомий своїми історичними картинами, особливо серіали про наполеонівські війни та війну за незалежність Греції.
Петер фон Гесс спочатку навчався у свого батька Карла Ернста Крістофа Гесса. Він супроводжував свого молодшого брата Генріха Марію до Мюнхена в 1806 році і вступив до Мюнхенської академії у 16-річному віці. Він також тренувався у Вільгельма фон Кобелля.
Під час наполеонівських воєн йому дозволили приєднатися до штабу генерала Вреде, який командував баварцями у військових операціях, які призвели до зречення Наполеона. Там він отримав новий досвід війни та смак до тривалих подорожей. У цей час фон Гесс написав свої перші батальні твори. У 1818 році він провів деякий час в Італії, де малював пейзажі та різноманітні італійські сцени, а також подорожував до Неаполя з Йозефом Петцлем та групою інших баварських художників.
У 1833 році, на прохання короля Людвіга I Баварського, він супроводжував Отто Грецького до новоутвореного Королівства Греція, де в Афінах збирав матеріали для картин визвольної війни. Ескізи, які він тоді зробив, були розміщені, числом сорок, у Пінакотеці, після того, як вони були скопійовані Нільсеном у великому масштабі, у північних аркадах Гофгартену в Мюнхені. В'їзд короля Оттона до Науплії був темою великого й багатолюдного полотна, яке зараз знаходиться в Пінакотеці, яке виконав Хесс особисто.